# Macintosh IIvx
De Macintosh IIvx is een computer die ontwikkeld en verkocht werd door Apple Computer van oktober 1992 tot oktober 1993. Het was het laatste model in de Macintosh II-familie.
De IIvx kwam samen met de IIvi op de markt, waarbij beide modellen dezelfde metalen behuizing gebruikten als de eerdere Performa 600 en Performa 600CD. Net als de Performa 600CD kan de IIvx uitgerust worden met een interne cd-rom-drive met dubbele snelheid.

## Ontwerp
De Macintosh IIvx is het resultaat van een proof of concept om te zien hoe een interne cd-rom-drive aan een Mac kon toegevoegd worden. Maar nadat Apple-CEO John Sculley op MacWorld Tokyo een Mac met een cd-rom-drive beloofde, werd de IIvx met spoed in productie genomen. Daardoor zijn er diverse compromissen gesloten bij het ontwerp van de machine: de 32 MHz 68030-processor werd afgeremd door het gebruik van een 16 MHz-bus, waardoor de IIvx iets langzamer was dan de populaire maar verouderde Macintosh IIci. De seriële poort was beperkt tot 57,6 kbit/s, wat problemen kon veroorzaken met seriële verbindingen en MIDI-hardware.
De Macintosh IIvi, een langzamere versie van de IIvx met een 16 MHz-processor, werd tegelijkertijd op sommige markten geïntroduceerd, maar verdween vier maanden later alweer van het toneel. De Performa 600, het topmodel van de oorspronkelijke Performa-serie, was ook gebaseerd op dezelfde architectuur.
De IIvx was een van de weinige Macintosh II-modellen met een 32K L2-cache, in navolging van de IIfx met zijn ingebouwde 32K-cache en de IIci met zijn optionele 32K-cachekaart. Noch de IIvi noch de Performa 600 ondersteunden een L2-cache, ondanks hun overeenkomsten met de IIvx.
De Macintosh IIvx werd aangeboden met harde schijven met een capaciteit van 40 tot 400 MB, drie NuBus-slots en een Processor Direct Slot. De machine gebruikte dezelfde behuizing als de Performa 600, Centris 650, Quadra 650 en Power Macintosh 7100. De IIvx kon opgewaardeerd worden tot een Centris/Quadra 650 door het moederbord te vervangen.
Oorspronkelijk was het de bedoeling dat de IIvx het eerste model in de Centris-serie zou worden. Volgens Apple was hun juridische dienst echter niet in staat om de controle op het handelsmerk "Centris" tijdig af te ronden, waardoor de machine als IIvx werd verkocht. De Centris-serie kwam uiteindelijk een paar maanden later op de markt. De Centris 650 had een 68040-processor en was iets goedkoper dan de IIvx, waardoor deze laatste eigenlijk al na vier maanden overbodig werd. De basisprijs van de IIvx werd met meer dan een derde verlaagd en door de toenemende concurrentie van Dell en andere pc-fabrikanten bleef de prijs van de IIvx verder dalen. Eind juni 1993 kostte een IIvx nog ongeveer de helft van de oorspronkelijke prijs. Gedurende een periode daarna werd gezegd dat mensen die een dure Mac kochten die snel verouderd was, "ge-IIvx't" waren.

## Specificaties
- Processor: Motorola 68030, 32 MHz
- FPU : Motorola 68882
- PMMU : geïntegreerd in de processor
- Systeembus snelheid: 16 MHz
- ROM-grootte: 1 MB
- Databus: 32 bit
- RAM-type: 80 ns 30-pin SIMM
- Standaard RAM-geheugen: 4 of 5 MB
  - Uitbreidbaar tot maximaal 68 MB
  - RAM-sleuven: 4
- Standaard video-geheugen: 512 kB[a]
  - Uitbreidbaar tot maximaal 1 MB[b]
- Standaard diskettestation: 3,5-inch, 1,44 MB
- Standaard harde schijf (SCSI): 40, 80, 230, 400 MB
- Standaard optische schijf (SCSI): geen (optionele cd-rom-drive met dubbele snelheid)
- Uitbreidingssleuven: 3 NuBus, 1 PDS
- Type batterij: 3,6 volt Lithium
- Uitgangen:
  - 2 ADB-poorten (mini-DIN 4) voor toetsenbord en muis
  - 1 video-poort (DB-15)[c]
  - 1 SCSI-poort (DB-25)
  - 2 seriële poorten (mini-DIN-8)
  - 1 audio-in (3,5 mm jackplug)
  - 1 audio-uit (3,5 mm jackplug)
- Ondersteunde systeemversies: 7.1 t/m 7.6.1
- Afmetingen: 15,2 × 33,0 × 41,9 cm (hxbxd)
- Gewicht: 11,3 kg

Uit productie: 1984: Macintosh 128K, Macintosh 512K · 1985: Macintosh XL · 1986: Macintosh Plus · 1987: Macintosh II, Macintosh SE · 1988: Macintosh IIx · 1989: Macintosh SE/30, Macintosh IIcx, Macintosh IIci, Macintosh Portable · 1990: Macintosh IIfx, Macintosh Classic, Macintosh IIsi, Macintosh LC serie · 1991: Macintosh Quadra 700, Macintosh Quadra 900, Apple PowerBook · Macintosh Classic II · 1992: Macintosh IIvx, Macintosh Quadra 950, PowerBook Duo, Macintosh Performa serie · 1993: Macintosh Centris serie, Macintosh Color Classic, Macintosh TV · Apple Workgroup Server · 1994: Power Macintosh · 1997: Power Macintosh G3, PowerBook G3, Twentieth Anniversary Macintosh · 1998: iMac · 1999: iBook, Power Mac G4 · 2000: Power Mac G4 Cube · 2001: PowerBook G4 · 2002: eMac, iMac G4 · 2003: Xserve, Power Mac G5 · 2004: iMac G5 · 2005: Mac mini · 2006: MacBook · 2015: MacBook (Retina) · 2017: iMac Pro

Huidige modellen: MacBook Air, MacBook Pro, iMac, Mac mini, Mac Studio, Mac Pro